# Ulises Jaimes
Ulises Ignacio Jaimes Huerta (ur. 20 kwietnia 1996 w Lázaro Cárdenas) – meksykański piłkarz występujący na pozycji napastnika, od 2022 roku zawodnik Atlético La Paz.